# Deutsche Futsalnationalmannschaft (U-19-Junioren)
Die deutsche U19-Futsalnationalmannschaft ist eine Jugend-Futsalauswahl des Deutschen Fußball-Bundes (DFB), die Deutschland seit 2022 bei internationalen Begegnungen im Futsal, der einzigen von der FIFA anerkannten Variante des Hallenfußballs, vertritt.

## Geschichte
Das Präsidium des Deutschen Fußball-Bundes (DFB) hat in der Sitzung am 9. September 2022 die Einführung einer Futsalnationalmannschaft der U-19-Junioren beschlossen. Die von der FIFA offiziell anerkannte Hallenfußballvariante Futsal ist mit der Männernationalmannschaft bereits seit 2016 unter dem Dach des DFB zu Hause.
In den Monaten zuvor hatte der DFB eine Talentförderstruktur mit regionalen Stützpunkten aufgebaut sowie Lehrgänge und Testspiele mit möglichen Kandidaten für die Nationalmannschaft der U-19-Junioren durchgeführt. Die U19-Auswahl wird zur UEFA U19-Futsal EURO-Qualifikation für die Saison 2022/2023 gemeldet.
Im Januar 2023 bestritt die U19-Auswahl ihre ersten Pflichtspiele in der EM-Qualifikation. Gegner waren der Kosovo (3:3) und Nordmazedonien (3:3). Gespielt wurde in der kleinen Halle des Sportski centar Jane Sandanski.
Die deutschen U 19-Futsal-Junioren traten im Jahr 2024 bei einem Neun-Nationen-Turnierim kroatischen Porec an. Bei der "Futsal Week U 19 Summer Cup" standen in Gruppe A ein Unentschieden gegen Polen und eine Niederlage gegen Italien zu Buche. Nach einem Sieg gegen Finnland und einer knappen Niederlage gegen Tschechien wurde die deutsche U19 Achter.
Nach zwei weiteren Testspielen gegen die polnische U19-Auswahl im November 2024 ging es für die Mannschaft von Daniel Gerlach im Januar 2025 für die Vorrunde der EM-Qualifikation nach Litauen. Dort konnten die A-Junioren mit einem Unentschieden gegen den Zweiten der Gruppe Georgien (1:1) und Siegen gegen Litauen (3:1) und Malta (7:2) der erste Platz erreicht werden. Der Sieg in der Vorrunden Gruppe berechtigte zur Teilnahme an der Hauptrunde der EM-Qualifikation im März 2025. Dort gab es im Auftaktspiel eine Niederlage gegen Italien (5:2), später eine weitere Niederlage gegen die Slowakei (5:1) und einen Sieg gegen Rumänien (10:3). Die Mannschaft verpasste damit die EM-Qualifikation.